# Joelija Bejhelzymer
Joelija Emanoejilivna Bejhelzymer (Oekraïens: Бейгельзимер Юлія Емануїлівна) (Donetsk, 20 oktober 1983) is een voormalig tennisspeelster uit Oekraïne. Bejhelzymer begon met tennis toen zij zeven jaar oud was. Haar favoriete ondergrond is gravel en hardcourt. Zij speelt rechtshandig en heeft een tweehandige backhand. Zij was actief in het internationale tennis van 1999 tot en met 2016.

## Loopbaan
In 1999 debuteerde Bejhelzymer op het ITF-toernooi van São José dos Campos (Brazilië). In juni 2001 werd zij prof en in oktober van dat jaar debuteerde zij in de WTA-tour op het toernooi van Tasjkent. In 2002 had zij haar grandslamdebuut op Roland Garros in het dubbelspel. In 2003 debuteerde zij ook in het enkelspel, op het US Open.
Bejhelzymer wist geen WTA-enkelspelfinales te bereiken. In het dubbelspel won zij drie WTA-titels: in 2003 in Tasjkent, in 2005 in Modena en in 2014 in Katowice. Op het ITF-circuit won zij twaalf titels in het enkelspel en 35 in het dubbelspel.
In 2004 nam Bejhelzymer deel aan de olympische spelen in Athene. Samen met Tetjana Perebyjnis deed zij mee met het dubbelspel.
In de periode 2000–2013 maakte Bejhelzymer deel uit van het Oekraïense Fed Cup-team – zij vergaarde daar een winst/verlies-balans van 18–13.

## Posities op deWTA-ranglijst
Positie per einde seizoen:
| jaar | rang enkelspel | rang dubbelspel |
| ---- | -------------- | --------------- |
| 2000 | 476            | –               |
| 2001 | 367            | 184             |
| 2002 | 165            | 142             |
| 2003 | 117            | 72              |
| 2004 | 162            | 123             |
| 2005 | 160            | 65              |
| 2006 | 122            | 96              |
| 2007 | 182            | 184             |
| 2008 | 280            | 194             |
| 2009 | 211            | 110             |
| 2010 | 193            | 215             |
| 2011 | 199            | 225             |
| 2012 | 171            | 223             |
| 2013 | 172            | 118             |
| 2014 | 181            | 90              |
| 2015 | 192            | 180             |
| 2016 | 588            | 907             |
| 2017 | –              | 959             |

## Palmares
| Legenda                | Legenda                  |
| ---------------------- | ------------------------ |
| Grandslamtoernooi      |                          |
| Olympische Spelen      |                          |
| Year-End Championships |                          |
| tot 2009               | 2009 – 2020 / vanaf 2021 |
| Tier I                 | Premier Mandatory        |
| Tier II                | Premier Five / WTA 1000  |
| Tier III               | Premier / WTA 500        |
| Tier IV & V            | International / WTA 250  |
|                        | Challenger / WTA 125     |

### WTA-finaleplaatsen enkelspel
geen

### WTA-finaleplaatsen vrouwendubbelspel
| nr.              | finale     | toernooi         | ondergrond    | partner              | tegenstandsters                         | score            |         |
| ---------------- | ---------- | ---------------- | ------------- | -------------------- | --------------------------------------- | ---------------- | ------- |
| gewonnen finales |            |                  |               |                      |                                         |                  |         |
| 1.               | 2003-10-12 | WTA Tasjkent     | hardcourt     | Tatjana Poetsjek     | Li Ting Sun Tiantian                    | 6-3, 7-6         | details |
| 2.               | 2005-07-17 | WTA Modena       | gravel        | Mervana Jugić-Salkić | Gabriela Navrátilová Michaela Paštiková | 6-2, 6-0         | details |
| 3.               | 2014-04-13 | WTA Katowice     | hardcourt (i) | Olha Savtsjoek       | Klára Koukalová Monica Niculescu        | 6-4, 5-7, [10-7] | details |
| verloren finales |            |                  |               |                      |                                         |                  |         |
| 1.               | 2001-07-29 | WTA Sopot        | gravel        | Anastasia Rodionova  | Joannette Kruger Francesca Schiavone    | 4-6, 0-6         | details |
| 2.               | 2006-09-24 | WTA Calcutta     | hardcourt (i) | Joeliana Fedak       | Liezel Huber Sania Mirza                | 4-6, 0-6         | details |
| 3.               | 2009-02-15 | WTA Pattaya      | hardcourt     | Vitalia Djatsjenko   | Jaroslava Sjvedova Tamarine Tanasugarn  | 3-6, 2-6         | details |
| 4.               | 2015-03-08 | WTA Kuala Lumpur | hardcourt     | Olha Savtsjoek       | Liang Chen Wang Yafan                   | 6-4, 3-6, [4-10] | details |

## Resultaten grandslamtoernooien
| Legenda | Legenda                          |
| ------- | -------------------------------- |
| g.t.    | geen toernooi gehouden           |
| l.c.    | lagere categorie                 |
| –       | niet deelgenomen                 |
| G       | uitgeschakeld in de groepsfase   |
| 1R      | uitgeschakeld in de eerste ronde |
| 2R      | uitgeschakeld in de tweede ronde |
| 3R      | uitgeschakeld in de derde ronde  |
| 4R      | uitgeschakeld in de vierde ronde |
| KF      | uitgeschakeld in de kwartfinale  |
| HF      | uitgeschakeld in de halve finale |
| F       | de finale verloren               |
| W       | het toernooi gewonnen            |
| w-v     | winst/verlies-balans             |

### Enkelspel
| Australian Open | –  | –  | –  | 1R | –  | –  | 0-1 |
| Roland Garros   | –  | 1R | 1R | 1R | 1R | 1R | 0-5 |
| Wimbledon       | –  | 1R | –  | –  | –  | –  | 0-1 |
| US Open         | 1R | –  | 1R | –  | –  | –  | 0-2 |

### Vrouwendubbelspel
| toernooi        | 2002 | 2003 | 2004 | 2005 | 2006 | 2007 |    | 2014 | 2015 | w-v |
| --------------- | ---- | ---- | ---- | ---- | ---- | ---- | -- | ---- | ---- | --- |
| Australian Open | –    | –    | 2R   | 2R   | 1R   | 1R   | –  | 1R   | 2-5  |     |
| Roland Garros   | 1R   | –    | 1R   | 1R   | 1R   | –    | –  | –    | 0-4  |     |
| Wimbledon       | –    | 1R   | 2R   | 2R   | 1R   | –    | 2R | –    | 3-5  |     |
| US Open         | –    | 2R   | 1R   | 1R   | 1R   | –    | 1R | –    | 1-5  |     |